# Левонтин, Залман Давид
Залман Давид ха-Коэн Левонтин (20 февраля 1856 (14 Адара 5616), Орша, Российская империя — 19 июня 1940 (13 Сивана 5700), Тель-Авив, подмандатная Палестина) — еврейский общественный деятель и финансист, брат Иехиэля Левонтина. Один из ранних идеологов сионизма, отвергавший при этом взгляды сионистов-социалистов и считавший, что заселение Земли Израильской должно вестись вначале только зажиточными евреями. Первый глава административного совета Ришон-ле-Циона, основатель Англо-Палестинского банка, один из инициаторов создания первого Еврейского легиона.

## Биография
Залман Давид Левонтин родился в 1856 году в Орше (Могилёвская губерния Российской империи) в семье богатого хабадского хасида Иехуды-Лейба Левонтина, возводившего свой род к французскому раввину X века Иехуде бен Меиру (Леонтину). Получил традиционное еврейское образование, общеобразовательными предметами занимался с частными учителями. Уже в 17 лет Залман Давид помогал отцу в управлении фабрикой по производству спирта. После женитьбы на Ципоре-Фейге Ха-Коэн начал заниматься торговлей. Окончив в Москве курс банковского дела, работал в коммерческих банках в Николаеве, а затем в Кременчуге.
Левонтин интересовался общественной жизнью, читал ивритскую прессу и в своей первой газетной публикации вступил в полемику с Перецем Смоленскиным, доказывая, что евреи, как и другие народы, способны к занятиям сельским хозяйством. Когда в 1881 году после убийства Александра II на юге России начались еврейские погромы, Левонтин стал одним из организаторов еврейской самообороны; он же был среди основателей движения «Ховевей-Цион» в России. В том же году он совершил ознакомительную поездку в Палестину, после чего выдвинул инициативу создания там поселения, которое будет формироваться из числа зажиточных евреев, не нуждающихся в финансовой поддержке извне. Новое поселение получило название Ришон-ле-Цион (рус. «Первый в Сионе»); в 1882 году Левонтин, приобретший в Палестине 334 га земли, стал первым главой его административного совета.
Надежды на финансовую самостоятельность Ришон-ле-Циона оказались нереалистичными, и уже к процессу строительства колодца в поселении пришлось привлекать инвестиции из-за рубежа; деньги были получены у еврейского филантропа Эдмона (Биньямина) Ротшильда. Уже через год, оставшись без средств, Левонтин был вынужден продать принадлежащую ему в Ришон-ле-Ционе землю Ротшильду и вернулся в Россию. Там он нашёл работу управляющего в банке Ратнера в Могилёве, а затем перешёл в филиалы Минского коммерческого банка в Ровно и Житомире. Из России Левонтин продолжал поддерживать связи с поселениями в Палестине, участвовал в деятельности «Ховевей Цион» и в 1884 году опубликовал первый том своей работы «Ле-эрец авотейну» (ивр. לארץ אבותינו‎ — «В страну наших отцов»).
С основанием сионистского движения Теодором Герцлем в 1897 году Левонтин стал одним из первых, кто присоединился к нему. В 1901 году, когда в Лондоне был основан Еврейский колониальный банк, Левонтин был приглашён Герцлем занять пост его директора. В 1903 году, после принятия решения о создании Англо-Палестинской компании (позднее Англо-Палестинский банк), Левонтину было поручено воплощение этого плана в жизнь. Уже в июле 1903 года открылось первое отделение новой компании в Яффе, директором которого стал сам Левонтин, а в августе 1904 года начало работу иерусалимское отделение, которое возглавили Ицхак Леви и Элияху Сапир. В рамках деятельности Англо-Палестинской компании Левонтин создал систему торгового, сельскохозяйственного и ипотечного кредита; именно им были выданы ссуды на основание первой еврейской гимназии в Яффе, строительство еврейского квартала «Ахузат-Байт», положившего начало городу Тель-Авив, и квартала «Герцлия» в Хайфе. Благодаря личным связям Левонтина в среде османских чиновников в Палестине в 1905 году были заключены договоры о вечной аренде сотен тысяч дунамов земли в Иорданской долине под еврейскую поселенческую деятельность, об использовании продукции Мёртвого моря и о перевозках грузов водным путём по реке Иордан и Мёртвому морю. Однако Всемирная сионистская организация, в которой в это время рассматривали реальное заселение Земли Израильской как вторичную задачу по отношению к достижению еврейской государственности, эти договоры не утвердила.
После начала мировой войны Левонтин отправился в Париж и Лондон для мобилизации средств для дальнейшей деятельности Англо-Палестинской компании, но вернуться в Палестину не смог из-за вступления в войну Турции и вынужден был остановиться в Египте. Он оставался в Александрии до конца войны, открыл там временное отделение банка, которое принимало деятельное участие в помощи еврейским беженцам, и был одним из инициаторов формирования Отряда погонщиков мулов — первого Еврейского легиона в составе британской армии.
Весной 1918 года Левонтин вернулся в Палестину в составе Сионистской комиссии, возобновив и расширив после этого деятельность Англо-Палестинского банка. До самого ухода в отставку с поста директора банка он активно участвовал в процессе приобретения земель для еврейских поселений и экономическом развитии еврейского ишува. Его сын Элияху с 1926 года возглавлял тель-авивский филиал Англо-Палестинского банка.
В 1924 году был переиздан первый том «Ле-эрец авотейну», а в 1925 и 1928 годах увидели свет второй и третий тома. В возрасте 80 лет Левонтину были присвоены звания почётного гражданина Тель-Авива и Ришон-ле-Циона. В этот же год построенная на средства Левонтина публичная библиотека в Ришон-ле-Ционе была названа в его честь и честь его жены. Залман Давид Левонтин умер в Тель-Авиве в 1940 году и был похоронен в Ришон-ле-Ционе; в дальнейшем в обоих городах в его честь были названы улицы.

## Идеологические взгляды
Будучи одним из первых сторонников еврейского освоения Земли Израильской, Левонтин в то же время считал, что оно должно осуществляться в первую очередь в порядке частной инициативы зажиточными евреями, которые не будут испытывать нужды в финансовой поддержке из-за рубежа. Эта идея в частности легла в основу принципов отбора кандидатов на заселение Ришон-ле-Циона. Левонтин был противником слишком раннего включения в процесс алии неимущих евреев. Он выступал против идей социалистического сионизма и до самого конца придерживался точки зрения, согласно которой социалистические и коммунистические реформы не способны разрешить экономических трудностей еврейского народа.
Взгляды Левонтина нашли отражение как в его газетных и журнальных публикациях, так и в его книге «Ле-эрец авотейну», где он подвергал резкой критике Всемирную сионистскую организацию, в особенности её социалистическое крыло, и диктуемую ей поселенческую политику.